# Tegenfase
Tegenfase betekent dat de fases van twee elkaar tegenkomende golven tegengesteld zijn, dat wil zeggen: als op een bepaalde plaats de trilling van de ene golf omhoog gaat, gaat de trilling van de andere golf omlaag. Als bovendien de amplitudes van beide golven gelijk zijn aan elkaar, treedt volledige uitdoving op. Als de amplitudes niet gelijk zijn, is de uitdoving slechts gedeeltelijk. 
Tegenfase kan optreden in allerlei typen golven, bij licht, geluid, watergolven, enzovoort. Interferentie is het verschijnsel dat lokaal uitdoving kan optreden, maar op andere plaatsen juist versterking, omdat de golven daar met elkaar in fase zijn.
Bevatten de golven, van gelijke frequentie daarentegen ook harmonischen, dan zullen van de, met elkaar in tegenfase zijnde, golven de even-harmonischen bij elkaar worden opgeteld en de oneven-harmonischen worden verzwakt. Bij in tegenfase zijnde golven zijn de even-harmonischen in fase en de oneven-harmonische in tegenfase.
Vooral bij geluidsgolven geeft dit een bijzondere kleuring aan het geluid. Hier spelen de boventonen, een ander woord voor harmonischen in de akoestiek, een belangrijke rol.
Het principe om geluid te bestrijden door het uitzenden van geluid in tegenfase wordt antigeluid genoemd.
De toepassing van uitdoving bij licht wordt gebruikt bij een hologram.